# Люба, я зменшив дітей
«Люба, я зменшив дітей» (англ. Honey, I Shrunk the Kids) — американська фантастична кінокомедія 1989 року. На основі фільму створено однойменний телесеріал.
Винахідник Вейн Шалінські створює машину для зменшення речей. Випадково під її дією зменшуються його діти та діти сусідів. Тепер дітям доведеться розшукати Вейна, щоб він збільшив їх до нормального розміру. Однак, буденні речі постають для них майже нездоланними перешкодами.

## Сюжет
Вчений і винахідник Вейн Шалінські живе з родиною передмісті Фресно, штат Каліфорнія. Він мріє створити машину для зменшення речей і більшість часу проводить у майстерні, через що має напружені стосунки з дружиною Діаною. Його дочка Емі скептично ставиться до дослідів батька, а син Нік намагається винайти що-небудь сам. Чергова спроба зменшити яблуко закінчується невдало, засмучений Вейн ледь не забуває про поїзду на конференцію і поспіхом вирушає в дорогу. Тим часом їхні сусіди — Мей та Расс Томпсони, готуються поїхати на рибалку. Расс дізнається, що його старшого сина Расса-молодшого виключили з бейсбольної команди і бідкається, що погано його виховав. Молодший син Рон, почувши сварку, тренується в киданні м'яча та випадково розбиває вікно в будинку Шалінських. М'яч падає на зменшувальну машину і вона починає працювати, зменшуючи меблі в кімнаті.
Расс-молодший приводить Рона до сусідів, щоб той вибачився й відшкодував вікно. Рон і Нік піднімаються на горище, щоб дістати м'яч, і потрапляють під промінь машини, ставши пів сантиметра заввишки. Шукаючи їх, Емі з Рассом-молодшим також опиняються під променем. Вейн у цей час повертається з конференції, де його не стали слухати. Він піднімається на горище і намагається розбити машину. Потім Вейн змітає деталі з підлоги і діти разом з ними опиняються в сміттєвому мішку.
Дітям вдається розрізати мішок і вони вирушають до дому Шалінських, проте для цього їм тепер потрібно перетнути газон. Нік вираховує, що шлях займе 6 годин. Він вилізає на квітку, щоб оглянути місцевість, і тоді його схоплює бджола. Расс встигає зачепитися за комаху, невдовзі бджола пролітає повз Расса-старшого і Вена, вони відганяють її, в результаті Нік з Рассом-молодшим падають у траву ближче до входу в будинок. Расс-старший думає, що його сини втекли з дому, бо він був до них надто вимогливий.
Вейн розуміє, що машина зменшила меблі та дітей. Він знаходить розрізаний сміттєвий пакет і здогадується, що діти десь на газоні. Випадково Вейн вмикає полив газону, Нік з Рассом-молодшим під час втечі від крапель зустрічають Емі з Роном. Ближче до вечора діти знаходять загублене печиво, яким вечеряють. Але туди ж прибігає мураха, Нік придумує як осідлати комаху і скориставшись крихтою печива, спрямувати її в потрібний бік.
Расс-старший залучає поліцію по пошуків своїх синів і підозрює, що до зникнення причетний Вейн. Діана вірить Вейну, що діти зменшилися, і детально оглядає газон разом з ним. Расс-старший, бачачи це, вирішує, що Шалінські збожеволіли. Він кидає на газон недопалок, чим Рон користується, зробивши смолоскип.
Діана вирішує розповісти Мей і Рассу-старшому, що діти зменшилися. Расс, на відміну від Мей, не вірить їй. Тим часом на дітей нападає скорпіон, вони ховаються в загубленій деталі конструктора. Мураха гине у двобої зі скорпіоном, який відступає, коли діти кидають в нього саморобні списи.
Наступного ранку друг Ніка, Томмі, приходить випробувати його радіокеровану газонокосарку. Не чекаючи дозволу, він вмикає газонокосарку, діти ховаються в норі дощового хробака, а Вейн і Діана вчасно зупиняють Томмі. Діти пролітають крізь газонокосарку і опиняються біля Вейна з Діаною, але ті їх не бачать.
Діти хапаються за шерсть пса Кварка, пес намагається повідомити Вейну про них, однак Нік падає в сніданок. Кварк кусає Вейна, той помічає Ніка, а потім і Емі, Рона та Расса. Тепер Вейн береться переробити машину для збільшення. Він встановлює, що м'яч, потрапивши в машину, поглинув надлишкове тепло, чого й не вистачало машині. Расс-старший погоджується випробувати машину на собі, Вейн зменшує його, а потім збільшує до попереднього розміру. Потім він збільшує всіх дітей, які розповідають через що їм довелося пройти. Расс-старший каже, що пишається сином і визнає, що якщо той не хоче займатися спортом, то може знайти інше заняття до вподоби. Расс-молодший запрошує Емі погуляти.
Обидві родини влаштовують спільне святкування на День подяки, з нагоди чого Вейн збільшує засмажену індичку, а для Кварка збільшує кістку. Нік під час застілля розуміє сенс жарту, який йому розповів під час подорожі газоном Расс-молодший.

## У ролях
| Актор                | Роль                          |
| -------------------- | ----------------------------- |
| Рік Мораніс          | Вейна Шалінські               |
| Метт Фрюер           | Рассел «Рас» Томпсон старший  |
| Марша Стрессмен      | Діана Шалінські               |
| Крістін Сазерленд    | Мей Томпсон                   |
| Томас Вілсон Браун   | Рассел «Рас» Томпсон молодший |
| Джеред Раштон        | Роланд «Рон» Томпсон          |
| Емі О'Ніл            | Емі Шалінські                 |
| Роберт Олівері       | Нік Шалінські                 |
| Карл Стівен          | томмі Первіш                  |
| Марк Л. Тейлор       | Дональд «Дон» Форрестер       |
| Кіммі Робертсон      | Глорія Форрестер              |
| Лу Кателл            | доктор Брейнард               |
| Лора Вотербері       | жінка поліцейський            |
| Тревор Галтресс      | чоловік поліцейський          |
| Мартін Айлетт        | Гарольд Бурштейн              |
| Джанет Сандерленд    | Лорен Бурштейн                |
| Френк Велкер         | (озвучка)                     |
| Патрік Браун         |                               |
| Крейг Річард Нельсон | Професор Фредріксон           |

## Саундтрек
| Список треків | Список треків         | Список треків |
| #             | Назва                 | Тривалість    |
| ------------- | --------------------- | ------------- |
| 1.            | «Main Title»          | 1:59          |
| 2.            | «Strange Neighbors»   | 1:49          |
| 3.            | «Shrunk»              | 5:37          |
| 4.            | «A New World»         | 3:31          |
| 5.            | «Scorpion Attack»     | 3:34          |
| 6.            | «Test Run»            | 2:08          |
| 7.            | «Flying Szalinsky»    | 1:59          |
| 8.            | «Night Time»          | 5:04          |
| 9.            | «Watering the Grass»  | 4:13          |
| 10.           | «Ant Rodeo»           | 3:45          |
| 11.           | «The Machine Works»   | 2:05          |
| 12.           | «Lawn Mower»          | 5:45          |
| 13.           | «Eaten Alive»         | 2:44          |
| 14.           | «Big Russ Volunteers» | 1:24          |
| 15.           | «Thanksgiving Dinner» | 5:27          |
| 51:10         |                       |               |